# Meghan Klingenberg
Meghan Elizabeth Klingenberg (Pittsburgh, Pennsylvania, Estados Unidos; 2 de agosto de 1988) es una futbolista estadounidense. Juega como defensa y su equipo actual es el Portland Thorns F.C. de la National Women's Soccer League de Estados Unidos.

## Clubes
| Club                   | País           | Año             |
| ---------------------- | -------------- | --------------- |
| MagicJack              | Estados Unidos | 2011            |
| Boston Breakers        | Estados Unidos | 2011            |
| Western New York Flash | Estados Unidos | 2012            |
| Tyresö FF              | Suecia         | 2012 - 2014     |
| Houston Dash           | Estados Unidos | 2014 - 2015     |
| Portland Thorns F.C.   | Estados Unidos | 2016 - presente |

## Palmarés

### Campeonatos nacionales
| Título                         | Club                   | País           | Año  |
| ------------------------------ | ---------------------- | -------------- | ---- |
| WPSL Elite                     | Western New York Flash | Estados Unidos | 2012 |
| Damallsvenskan                 | Tyresö FF              | Suecia         | 2012 |
| National Women's Soccer League | Portland Thorns FC     | Estados Unidos | 2017 |
| NWSL Challenge Cup             | Portland Thorns FC     | Estados Unidos | 2021 |
| National Women's Soccer League | Portland Thorns FC     | Estados Unidos | 2022 |

### Campeonatos internacionales
| Título                  | Club           | País           | Año  |
| ----------------------- | -------------- | -------------- | ---- |
| Preolímpico de Concacaf | Estados Unidos | Canadá         | 2012 |
| Copa Mundial de Fútbol  | Estados Unidos | Canadá         | 2015 |
| Preolímpico de Concacaf | Estados Unidos | Estados Unidos | 2016 |